# Техурі
Техурі (груз. ტეხური) — річка в західній Грузії, права притока Ріоні. Протікає по територіях муніципалітетів Мартвілі і Сенакі (мхаре Самеґрело-Земо Сванеті). Довжина — 108 км, площа басейну 1040 км².
Бере початок на південних схилах Егриського хребта, у вершини Техурішдуді, на висоті 2400 метрів над рівнем моря.
Головна притока — річка Абаша (ліва). Живлення снігове, дощове і підземне. Характерні весняна повінь і паводки протягом усього року. Середня витрата води біля Нокалакеві — 30,2 м³/с. Використовується для Лісосплаву і для сільських млинів.
У верхній частині ущелини знаходиться курорт Лебарде. Русло річки Техурі виділяється скелястими каньйонами і улоговинами, через що тут розвинений рафтинг.
Характерна багата іхтіофауна. Є багато важливих промислових риб, серед яких верховодка, підуст, марена звичайна, головень, Barbus mursa. У Техурі також є форель, але законодавство Грузії забороняє рибальство на неї.